# Апарат Баркрофта
Апара́т Баркро́фта — апарат для визначення вмісту газів (кисню або вуглекислоти) у крові, який запропонували англійські вчені Дж. Баркрофт (J. Barkroft) і Дж. Голдейн (J. Haldane) у 1902.
Являє собою диференційний манометр, до обох кінців якого приєднані резервуари, наповнювані кров'ю. Вміст газів у ній визначається за зміною тиску при витісненні кисню з оксигемоглобіну фериціанідом калію, а вуглекислоти — виннокам'яною кислотою.